# Le Clan (film, 2023)
Pour les articles homonymes, voir Clan (homonymie) et Le Clan.
Pour plus de détails, voir Fiche technique et Distribution.
Le Clan est une comédie française réalisée par Éric Fraticelli et sortie en 2023.

## Synopsis
Fred, Achille, Max et Belette sont quatre truands corses qui forment une belle équipe de bras cassés. Après avoir raté lamentablement leur dernier coup, ils décident de se refaire en kidnappant une célébrité, en l’occurrence Sophie Marceau, qui est annoncée sur l'île pour un festival. Mais, après le rapt, il s'avère qu'ils se sont trompés de personne. Ils n'ont pas enlevé la célèbre actrice, mais l'épouse du nouveau directeur régional de la police en Corse.

## Fiche technique
Source IMDb
- Titre original : Le Clan
- Réalisation : Éric Fraticelli
- Scénario : Éric Fraticelli
- Musique : Frédéric Junqua
- Photographie : Julien Roux
- Montage : Pierre Taisne
- Décors : Frédérique Doublet et Frédéric Grandclere
- Production : Richard Caillat, Éric Fraticelli et Philippe Godeau
  - Producteur exécutif : Jean-Yves Asselin
- Société de production : Pan Européenne Production, et en coproduction : France 3 Cinéma (France)
- Société de distribution : Pan Distribution (France)
- Budget : 2,7 millions €
- Pays de production :  France
- Langue originale : français
- Format : couleur — 2,35:1
- Genre : Comédie
- Durée : 92 minutes
- Date de sortie :
  - France : 18 janvier 2023

## Distribution
Source IMDb
- Denis Braccini : Fred « le boss »
- Jean-François Perrone : Achille « le gnou »
- Philippe Corti : Max « le râleur » (nommé « Philippe Corticchiato »)
- Éric Fraticelli : Francis « Belette »
- Joséphine de Meaux : Jocelyne Bompart
- Éric Delcourt : Arnaud Bompart
- Michel Ferracci : Félix Nerri
- Didier Ferrari : Ange Rossi
- Jean-Marc Michelangeli : le colonel de gendarmerie
- Alexandra Franchi : la journaliste
- Pascal Olmeta : Veve
- Ana Rodriguez : la fille d'Achille
- Sophie Marceau : elle-même
- Basilia Castellani : Nini, hôtesse du spa
- Lucile Delanne : la femme d'Achille
- Jean-Marie Orsini : le directeur général de la police judiciaire
- Pascal Olmeta : Vévé
- François Bornea : le conducteur de la voiture à l'église
- Pierre-Marie Ely : l'enfant au bar Akja
- Jean-Marc Pettinato : le capitaine du GIGN
- Angela Rossi : la photographe
- Lionel Levy : l'homme en fauteuil roulant
- Stéphane Audard : un chanteur à l'église
- Yohan Ettori : un chanteur à l'église
- Pierre-Paul Nicolai : un chanteur à l'église
- Marc Quilichini : un chanteur à l'église

## Production
Le film est tourné en Corse. Le tournage a lieu en avril 2022 et mai 2022.

## Accueil

### Box-office
| Pays ou région | Box-office      | Date d'arrêt du box-office | Nombre de semaines |
| -------------- | --------------- | -------------------------- | ------------------ |
| France         | 216 106 entrées | 4 avril 2023               | 11                 |
| Total mondial  | 1 316 331 $     | -                          | -                  |